# Irena Sijałowa-Vogel
Irena Sijałowa-Vogel (ur. 4 kwietnia 1927 w Kupiańsku) – pianistka pochodzenia rosyjskiego, działająca od 1964 w Polsce, profesor Akademii Muzycznej w Krakowie.

## Życiorys
Edukację muzyczną rozpoczęła w Leningradzie, a po II wojnie kontynuowała w Kijowie. Studia pianistyczne odbyła w Konserwatorium Lwowskim oraz w ramach studiów aspiranckich pod kierunkiem Harry'ego Neuhausa w Konserwatorium Moskiewskim (1958). W 1956 została laureatką Konkursu im. Roberta Schumanna w Berlinie, czym rozpoczęła międzynarodową karierę. Od 1964 prowadziła klasę fortepianu w Państwowej Wyższej Szkole Muzycznej w Krakowie (późniejszej Akademii Muzycznej), w latach 1981–1987 kierując I Katedrą Fortepianu. Została odznaczona Złotym Krzyżem Zasługi.
Jest autorką publikacji Założyciele radzieckiej szkoły pianistycznej (Kraków 1970).